# The Trilogie – Three Journeyes Through the Norwegian Netherworlde
The Trilogie – Three Journeyes Through the Norwegian Netherworlde je kompilacija norveškog black metal sastava Ulver. Diskografska kuća Century Media Records objavila ga je 2. veljače 1998. Sadrži pjesme iz prva tri albuma sastava; Bergtatt, Kveldssanger i Nattens Madrigal.

## Popis pjesama
| Bergtatt | Bergtatt                                   | Bergtatt | Bergtatt | Bergtatt | Bergtatt | Bergtatt | Bergtatt | Bergtatt | Bergtatt |
| Br.      | Skladba                                    | Trajanje |          |          |          |          |          |          |          |
| -------- | ------------------------------------------ | -------- | -------- | -------- | -------- | -------- | -------- | -------- | -------- |
| 1.       | »Capitel I: I troldskog faren vild«        | 7:51     |          |          |          |          |          |          |          |
| 2.       | »Capitel II: Soelen gaaer bag aase need«   | 6:34     |          |          |          |          |          |          |          |
| 3.       | »Capitel III: Graablick blev hun vaer«     | 7:45     |          |          |          |          |          |          |          |
| 4.       | »Capitel IV: Een stemme locker«            | 4:01     |          |          |          |          |          |          |          |
| 5.       | »Capitel V: Bergtatt – ind i fjeldkamrene« | 8:06     |          |          |          |          |          |          |          |
| 34:17    |                                            |          |          |          |          |          |          |          |          |

| Kveldssanger | Kveldssanger                      | Kveldssanger | Kveldssanger | Kveldssanger | Kveldssanger | Kveldssanger | Kveldssanger | Kveldssanger | Kveldssanger |
| Br.          | Skladba                           | Trajanje     |              |              |              |              |              |              |              |
| ------------ | --------------------------------- | ------------ | ------------ | ------------ | ------------ | ------------ | ------------ | ------------ | ------------ |
| 1.           | »Østebfor sol og vestenfor maane« | 3:26         |              |              |              |              |              |              |              |
| 2.           | »Ord«                             | 0:17         |              |              |              |              |              |              |              |
| 3.           | »Høyfjeldsblide«                  | 2:15         |              |              |              |              |              |              |              |
| 4.           | »Nattleite«                       | 2:12         |              |              |              |              |              |              |              |
| 5.           | »Kveldssang«                      | 1:32         |              |              |              |              |              |              |              |
| 6.           | »Naturmystikk«                    | 2:56         |              |              |              |              |              |              |              |
| 7.           | »A cappella (Sielens sang)«       | 1:26         |              |              |              |              |              |              |              |
| 8.           | »Hiertets vee«                    | 3:55         |              |              |              |              |              |              |              |
| 9.           | »Kledt i nattens farger«          | 2:51         |              |              |              |              |              |              |              |
| 10.          | »Halling«                         | 2:08         |              |              |              |              |              |              |              |
| 11.          | »Utreise«                         | 2:57         |              |              |              |              |              |              |              |
| 12.          | »Søfn-ør paa alfers lund«         | 2:38         |              |              |              |              |              |              |              |
| 13.          | »Ulvsblakk«                       | 6:56         |              |              |              |              |              |              |              |
| 35:29        |                                   |              |              |              |              |              |              |              |              |

| Nattens Madrigal | Nattens Madrigal | Nattens Madrigal | Nattens Madrigal | Nattens Madrigal | Nattens Madrigal | Nattens Madrigal | Nattens Madrigal | Nattens Madrigal | Nattens Madrigal |
| Br.              | Skladba          | Trajanje         |                  |                  |                  |                  |                  |                  |                  |
| ---------------- | ---------------- | ---------------- | ---------------- | ---------------- | ---------------- | ---------------- | ---------------- | ---------------- | ---------------- |
| 1.               | »I«              | 6:16             |                  |                  |                  |                  |                  |                  |                  |
| 2.               | »II«             | 6:21             |                  |                  |                  |                  |                  |                  |                  |
| 3.               | »III«            | 4:48             |                  |                  |                  |                  |                  |                  |                  |
| 4.               | »IV«             | 5:21             |                  |                  |                  |                  |                  |                  |                  |
| 5.               | »V«              | 5:14             |                  |                  |                  |                  |                  |                  |                  |
| 6.               | »VI«             | 5:48             |                  |                  |                  |                  |                  |                  |                  |
| 7.               | »VII«            | 5:32             |                  |                  |                  |                  |                  |                  |                  |
| 8.               | »VIII«           | 4:38             |                  |                  |                  |                  |                  |                  |                  |
| 43:58            |                  |                  |                  |                  |                  |                  |                  |                  |                  |

## Zasluge

### Ulver
- Kristoffer »Garm« Rygg – vokal
- Håvard Jørgensen – gitara
- Torbjørn »Aismal« Pedersen – gitara
- Hugh »Skoll« Mingay – bas-gitara
- Erik »AiwariklaR« Lancelot – bubnjevi, flauta